# Canton de Toulouse-10
Le canton de Toulouse-10 est une circonscription électorale française de l'arrondissement de Toulouse, situé dans le département de la Haute-Garonne et la région Occitanie.

## Histoire
Le canton de Toulouse-10 a été créé par décret du 16 août 1973 lors du remplacement des cantons de Toulouse-Centre, Toulouse-Nord, Toulouse-Ouest et Toulouse-Sud.
À la suite du redécoupage cantonal de 2014 de la Haute-Garonne, défini par le décret du 13 février 2014, le canton est remanié.

## Représentation

### Représentation avant 2015
| Période | Période | Identité         | Étiquette | Qualité |
| ------- | ------- | ---------------- | --------- | --- |
| 1973    | 1976    | Jacques Pous     | PS        | Interne des hôpitaux |
| 1976    | 2001    | Pierre Garrigues | PS        | Surveillant de travaux |
| 2001    | 2015    | Patrick Pignard  | PS        | Chargé de développement économique et territorial Suppléant du député Pierre Cohen (2002-2012) Elu en 2015 dans le Canton de Toulouse-5 |

Canton faisant partie de la troisième circonscription de la Haute-Garonne

### Représentation à partir de 2015
| Période élective | Période élective | Mandat | Mandat   | Identité                    | Nuance | Nuance | Qualité |
| ---------------- | ---------------- | ------ | -------- | --------------------------- | ------ | ------ | --- |
| 2015             | 2021             | 2015   | 2021     | Jean-Baptiste de Scorraille |        | LR     | Cadre commercial Maire des quartiers Côte-Pavée, Hers et Limayrac 21ème adjoint au Maire de Toulouse depuis 2020 |
| 2015             | 2021             | 2015   | 2021     | Sophie Lamant               |        | UDI    | Prothésiste dentaire, 1ère adjointe au maire de Balma                                                            |
| 2021             | 2028             | 2021   | en cours | Jean-Baptiste de Scorraille |        | LR     | Maire des quartiers Côte-Pavée, Hers et Limayrac 21ème adjoint au Maire de Toulouse depuis 2020                  |
| 2021             | 2028             | 2021   | en cours | Sophie Lamant               |        | HOR    | Prothésiste dentaire, 1ère adjointe au maire de Balma. Membre d'Horizons                                         |

### Résultats détaillés

#### Élections de mars 2015
À l'issue du 1er tour des élections départementales de 2015, deux binômes sont en ballottage : Jean-Baptiste De Scorraille et Sophie Lamant (Union de la Droite, 37,66 %) et Alain Fillola et Cécile Ramos (Union de la Gauche, 34,89 %). Le taux de participation est de 55,9 % (22 292 votants sur 39 881 inscrits) contre 52,11 % au niveau départemental et 50,17 % au niveau national.
Au second tour, Jean-Baptiste De Scorraille et Sophie Lamant (Union de la Droite) sont élus avec 53,19 % des suffrages exprimés et un taux de participation de 55,39 % (11 044 voix pour 22 097 votants et 39 894 inscrits).

#### Élections de juin 2021
Le premier tour des élections départementales de 2021 est marqué par un très faible taux de participation (33,26 % au niveau national). Dans le canton de Toulouse-10, ce taux de participation est de 40,36 % (16 857 votants sur 41 771 inscrits) contre 36,67 % au niveau départemental. À l'issue de ce premier tour, deux binômes sont en ballottage : Jean-Baptiste de Scorraille et Sophie Lamant (Union à droite, 40,03 %) et Sandrine Franchomme et Axel Loscertales (Union à gauche, 28,14 %).
Le second tour des élections est marqué une nouvelle fois par une abstention massive équivalente au premier tour. Les taux de participation sont de 34,36 % au niveau national, 36,26 % dans le département et 40,48 % dans le canton de Toulouse-10. Jean-Baptiste de Scorraille et Sophie Lamant (Union à droite) sont élus avec 54,72 % des suffrages exprimés (8 748 voix pour 16 908 votants et 41 764 inscrits),,. 

## Composition

### Composition de 1973 à 2015
Lors de sa création en 1973, le canton de Toulouse-X se composait de la portion de territoire de la ville de Toulouse déterminée par l'axe des voies ci-après : pont du Garigliano, boulevard des Récollets, boulevard André-Delacourtie, avenue Paul-Crampel, la voie de chemin de fer, avenue du Lauragais, avenue des Avions, rue Bonnat, rue de Nîmes, chemin du Canal (inclus), canal du Midi, la limite nord-ouest de la commune de Ramonville-Saint-Agne, les limites des communes de Pechbusque et Vieille-Toulouse, la Garonne et son bras inférieur.
Quartiers de Toulouse inclus dans le canton :
- Empalot
- Jules Julien
- Les Recollets
- Pouvourville
- Rangueil
- Saint-Agne
- Saint-Roch

### Composition à partir de 2015
| Nom                              | Code Insee | Intercommunalité   | Superficie (km2) | Population (dernière pop. légale)                 | Densité (hab./km2) | Modifier                                    |
| -------------------------------- | ---------- | ------------------ | ---------------- | ------------------------------------------------- | ------------------ | ------------------------------------------- |
| Toulouse (bureau centralisateur) | 31555      | Toulouse Métropole | 118,30           | Fraction : 24 842 (2022) Commune : 511 684 (2022) | 4 325              | modifier les données · modifier les données |
| Balma                            | 31044      | Toulouse Métropole | 16,59            | 17 431 (2022)                                     | 1 051              | modifier les données · modifier les données |
| Beaupuy                          | 31053      | Toulouse Métropole | 5,84             | 1 225 (2022)                                      | 210                | modifier les données · modifier les données |
| Drémil-Lafage                    | 31163      | Toulouse Métropole | 12,49            | 2 622 (2022)                                      | 210                | modifier les données · modifier les données |
| Flourens                         | 31184      | Toulouse Métropole | 9,74             | 2 073 (2022)                                      | 213                | modifier les données · modifier les données |
| Mondouzil                        | 31352      | Toulouse Métropole | 4,09             | 213 (2022)                                        | 52                 | modifier les données · modifier les données |
| Mons                             | 31355      | Toulouse Métropole | 7,32             | 1 851 (2022)                                      | 253                | modifier les données · modifier les données |
| Montrabé                         | 31389      | Toulouse Métropole | 5,23             | 4 322 (2022)                                      | 826                | modifier les données · modifier les données |
| Pin-Balma                        | 31418      | Toulouse Métropole | 6,63             | 1 029 (2022)                                      | 155                | modifier les données · modifier les données |
| Quint-Fonsegrives                | 31445      | Toulouse Métropole | 7,38             | 6 059 (2022)                                      | 821                | modifier les données · modifier les données |
| Canton de Toulouse-10            | 3124       |                    |                  | 61 667 (2022)                                     |                    | modifier les données                        |

Le nouveau canton de Toulouse-10 comprend :
1. neuf communes entières,
2. la partie de la commune de Toulouse située à l'intérieur d'un périmètre défini par l'axe des voies et limites suivantes : depuis la limite territoriale de la commune de Balma, avenue Jean-Chaubet, avenue Camille-Pujol, avenue Raymond-Naves, rue Travot, rue Marancin, rue Lucien-Cassagne, rue Henri-Lanfant, avenue Jean-Rieux, port Saint-Sauveur, boulevard Bernard-Griffoul-Dorval, ligne de chemin de fer de Toulouse à Bayonne, ligne de chemin de fer de Bordeaux à Sète, rue Louis-Vitet à partir de l'intersection avec la rue Marc-Seguin, rue Joseph-Thillet, rue Pierre-Brossolette, rue Noulet, rue Jules-Clarétie, rue du Docteur-Étienne-Gay, rue Perrey, rue Christiane, impasse Christiane, impasse Blancou, rue Jules-Léotard, rue Jean-Martin-Charcot, avenue Jean-Rieux, rue Édouard-Lartet, avenue Lucien-Baroux, allée de Limayrac, chemin de Limayrac, avenue Jean-Gonord, avenue de Castres, jusqu'à la limite territoriale de la commune de Balma.

## Démographie

### Démographie avant 2015
| 1975 | 1982 | 1990   | 1999   | 2006   | 2011   | 2012   |
| ---- | ---- | ------ | ------ | ------ | ------ | ------ |
| -    | -    | 35 176 | 37 298 | 38 797 | 41 606 | 43 106 |

### Démographie depuis 2015
En 2022, le canton comptait 61 667 habitants, en évolution de +5,83 % par rapport à 2016 (Haute-Garonne : +8,02 %, France hors Mayotte : +2,11 %).
| 2013   | 2018   | 2022   |
| ------ | ------ | ------ |
| 55 705 | 59 007 | 61 667 |